# Chlingentalbächli
Das Chlingentalbächli (auch Rossweidbach) ist ein 590 Meter langer linker Zufluss des Höllbächlis in den Gemeinden Oberwil-Lieli und Birmensdorf in den Kantonen Aargau und Zürich. Er entwässert einen kleinen Abschnitt etwa im Zentrum des Holzbirrliberg-Hügelzuges.

## Geographie

### Verlauf
Die Quelle des Baches liegt auf 616 m ü. M. in einem Waldsaum unterhalb der Rossweid an der östlichen Siedlungsgrenze des Ortsteils Lieli. Anfangs bildet er auf seinem südöstlichen Bachlauf die Kantonsgrenze für rund 170 Meter, ehe er kurz vor der Aargauerstrasse eingedolt wird und auf Zürcher Boden geleitet wird.
Das Chlingentalbächli unterquert die Talacherweid und tritt nach rund 160 Metern in einem nach Nordwesten ragenden Waldstreifen wieder an die Oberfläche, wobei er zugleich ein kleines Tobel bildet. Er nimmt bei Chlingental einen kurzen linken Seitenarm auf und mündet nur wenig später im Höllhölzli auf 550 m ü. M. von links in den Mittellauf des Höllbächlis.